# تالار (معماری ایرانی)

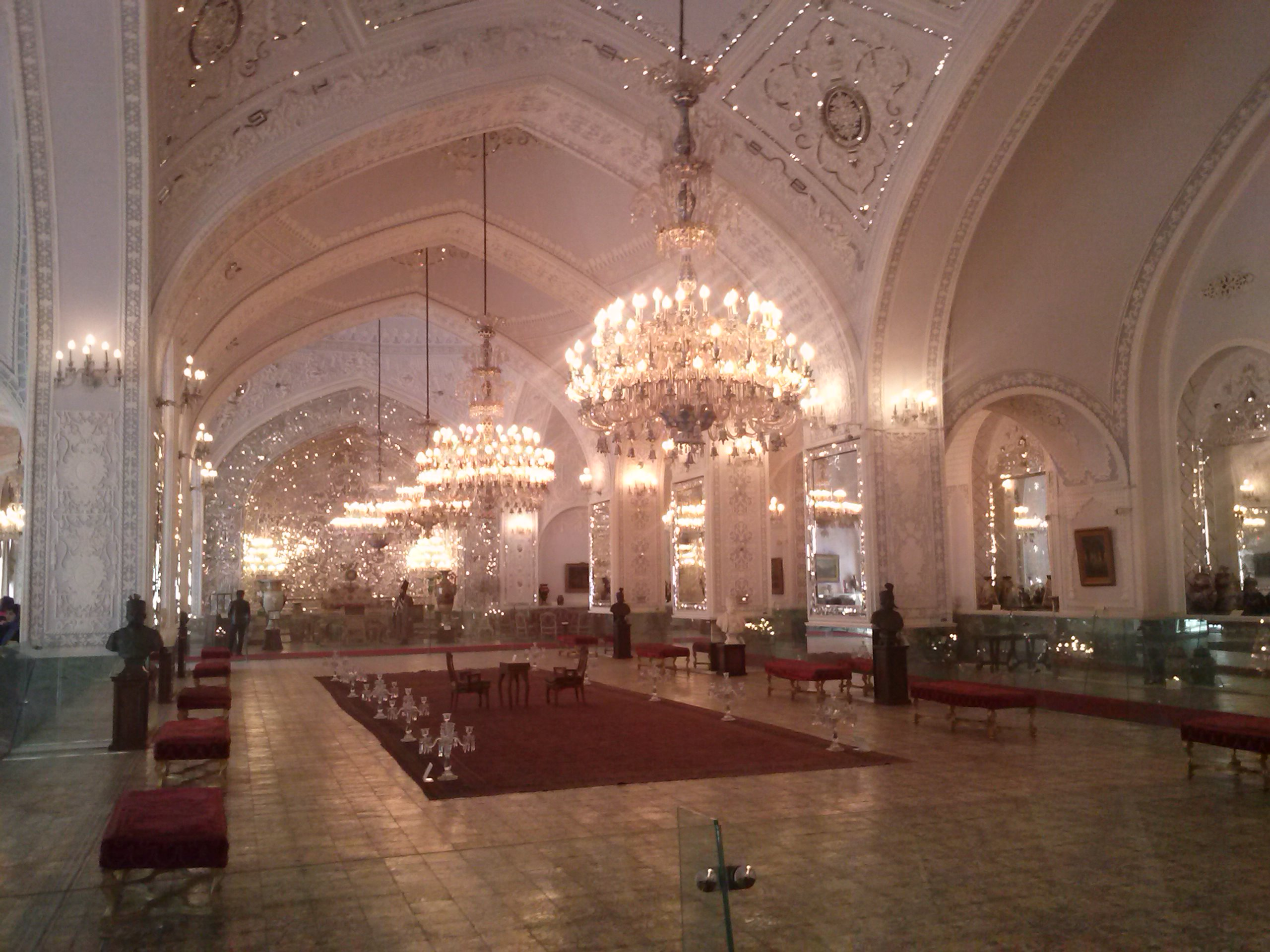
تالار سلام در کاخ گلستان

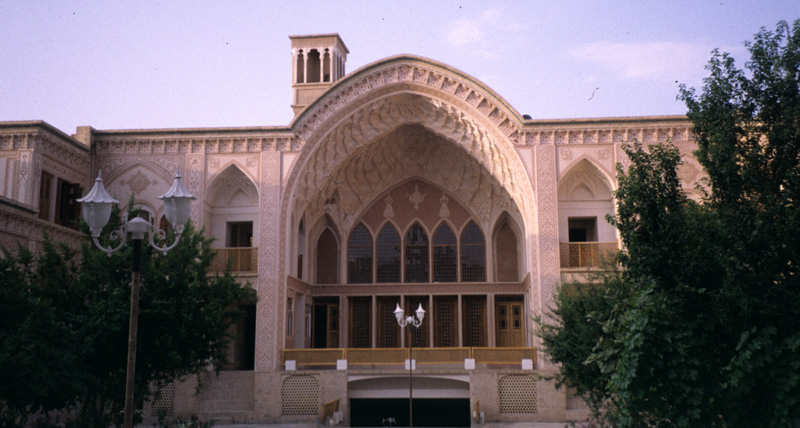
یک تالار سدهٔ نوزدهمی (دورهٔ قاجار) معمولاً در مرکز زیر ایوان اصلی قرار می‌گرفته‌است. نگاره‌ای از خانهٔ عامری‌ها در کاشان

تالار در معماری سنتی ایرانی، عموماً فضایی بود با تزئینات بسیار زیبا و پرکار که در کنار اتاق‌های سادهٔ زندگی در خانه‌های سنتی کاملاً مشهود بود. تالار با گچ‌بری، آینه‌کاری، نقاشی روی گچ، مقرنس و با نقاشی روی چوب تزئین می‌شد.
تالاریا کربال یا تروال به معنای ساختمان بزرگ است. تمامی بررسیها و کاوشهای باستانشناسی حکایت از آن دارد که تالار از دیر باز در معماری ایران جایگاهی ویژه داشته.
این فضا برای استفاده درفصل گرما بوده و به هوای باز راه داشته است. در کنار تالار راهروهای بزرگی بنام تختگاه بوده که در انتهای آن راه پله ای برای زیر زمین و بالا خانه قرار می گرفته است. در طبقه بالای آن، بالا خانه  که اتاقی دنج وراحت بود قرار داشته است. بالاخانه های دو طرف تالار را گوشوار نیز می گویند.در معماری سنتی در کل هر فضایی را که در وسط قرار گیرد میانوار و دو طرف آن را بروار می گویند. ساخت این فضاها بدلایل گوناگونی بوده است. با توجه به ارتفاع زیاد تالار و رانشی که از طرف طاقهای آن بوجود می آمد این فضاهای کمک در رفع رانش می کردند.جبهه رو به حیاط تالار با ارسی های ۵ دری یا ۷ دری به حیاط خانه مربوط می شدند. 
به غیراز جوانب فیزیکی و کالبدی، نوعی فضای ادراکی و نمادین هستند که با اجتماع و فرهنگ جامعه پیوندی ناگسستنی دارد و شکلی از فرهنگ درساختار آن نمایش داده میشود و این فضا به نوعی حامل میراث تاریخی جامعه است.
تالار برای مراسمات ملی،مذهبی،آیینی و پذیرایی از مهمانان مخصوص مورد استفاده قرار می گرفت.